# Afrogamasellus nyinabitabaensis
Afrogamasellus nyinabitabaensis är en spindeldjursart som beskrevs av Loots 1969. Afrogamasellus nyinabitabaensis ingår i släktet Afrogamasellus och familjen Rhodacaridae. Inga underarter finns listade i Catalogue of Life.